# Saint-Aubin (Landes)
Saint-Aubin è un comune francese di 507 abitanti situato nel dipartimento delle Landes nella regione della Nuova Aquitania.

## Società

### Evoluzione demografica
Abitanti censiti